# Sobiecin
Sobiecin – wieś w Polsce, położona w województwie podkarpackim, w powiecie jarosławskim, w gminie Jarosław.
W II Rzeczypospolitej wieś w powiecie jarosławskim województwa lwowskiego. W latach 1944–1946 nacjonaliści ukraińscy z OUN-UPA zamordowali tutaj 12 Polaków.
W latach 1975–1998 miejscowość administracyjnie należała do województwa przemyskiego.

## Części wsi
| SIMC    | Nazwa       | Rodzaj    |
| ------- | ----------- | --------- |
| 0603342 | Kacza Wola  | część wsi |
| 0603359 | Koło Szkoły | część wsi |
| 0603365 | Na Jamach   | część wsi |
| 0603371 | Szykuły     | część wsi |
| 0603388 | Za Metyczem | część wsi |